# Гардзонио, Стефано
Стефано Гардзонио (итал. Stefano Garzonio; род. 3 марта 1952, Флоренция) — итальянский филолог-русист и переводчик.

## Биография
Окончил Флорентийский университет (1975), в 1975 году стажировался в МГУ. Преподавал в различных итальянских учебных заведениях, с 2000 года — профессор славистики Пизанского университета.
Опубликовал библиографический указатель «Итальянская поэзия в России» (итал. La poesia italiana in Russia. Materiali bibliografici; 1984), сборник статей о русской литературе «Горизонты творения» (итал. Gli orizzonti della creazione. Studi e schede di letteratura russa; 1992), монографию «Русская поэзия XVIII века» (итал. Poesia russa del XVIII secolo; 2003). По-русски изданы книги «Статьи по русской поэзии и культуре XX века» (М.: Водолей, 2006) и «Осколки русской Италии. Исследования и материалы. Книга I» (М.: Русский Путь, 2011; в соавторстве с Бьянкой Сульпассо). Вместе с Валерием Вотриным составил двухтомное собрание стихотворений Анатолия Гейнцельмана «Столб словесного огня» (2012).
В переводе Гардзонио по-итальянски вышли роман М. Ю. Лермонтова «Герой нашего времени», «Стихотворения в прозе» И. С. Тургенева, монография М. Л. Гаспарова «История европейского стиха».
В 1999—2009 годах — президент Ассоциации итальянских славистов.
Под псевдонимом Степан Фрязин выпустил две книги шуточных стихов, сочинённых на русском языке: «Избранные безделки. 2012—2015» (2017) и «Сиюминутности» (2020). По мнению Дмитрия Кузьмина, общее направление этих стихов лежит в русле проведённой Д. А. Приговым критики дискурса, и опора на этот прецедент позволяет Степану Фрязину «мёртвого льва метанарративов … пинать легонько и не всерьёз». Однако Алексей Коровашко, напротив, указывает на высокую степень стилистической и интертекстуальной изощрённости «безделок» Гардзонио.
Награждён медалью Пушкина (2007).